# Юнацька збірна Шрі-Ланки з футболу (U-17)
Юнацька збірна Шрі-Ланки з футболу (U-17) (англ. Sri Lanka national under-17 football team) — команда, яка представляє Шрі-Ланку на юнацьких футбольних турнірах U-16. Команда жодного разу не виступала на Чемпіонаті світу U-17 та Юнацькому (U-16) кубку Азії. 

## Історія
У 1998 році ланкійці зіграли проти збірної Бангладешу U-17 в кваліфікації Чемпіонату АФК U-16, проте поступилися з рахунком 0:4. Першу перемогу юнацька збірна Шрі-Ланки здобула проти юнацької збірної Гуаму U-18 з рахунком 8:0. Команда також виступала в кваліфікації, але не зуміла виграти в жодному матчі.

## Статистика виступів

### Чемпіонат світу U-17
| Фінальні ч. Чемпіонату світу | Фінальні ч. Чемпіонату світу | Фінальні ч. Чемпіонату світу | Фінальні ч. Чемпіонату світу | Фінальні ч. Чемпіонату світу | Фінальні ч. Чемпіонату світу | Фінальні ч. Чемпіонату світу | Фінальні ч. Чемпіонату світу | Фінальні ч. Чемпіонату світу |                 | Квал. Чемпіонату світу | Квал. Чемпіонату світу | Квал. Чемпіонату світу | Квал. Чемпіонату світу | Квал. Чемпіонату світу | Квал. Чемпіонату світу |
| Господарі/Рік                | Результат                    | Місце                        | Іг                           | В                            | Н                            | П                            | ЗМ                           | ПМ                           | Іг              | В                      | Н*                     | П                      | ЗМ                     | ПМ                     |                        |
| ---------------------------- | ---------------------------- | ---------------------------- | ---------------------------- | ---------------------------- | ---------------------------- | ---------------------------- | ---------------------------- | ---------------------------- | --------------- | ---------------------- | ---------------------- | ---------------------- | ---------------------- | ---------------------- | ---------------------- |
| 1985 — 1997                  | не брала участь              | не брала участь              | не брала участь              | не брала участь              | не брала участь              | не брала участь              | не брала участь              | не брала участь              | не брала участь | не брала участь        | не брала участь        | не брала участь        | не брала участь        | не брала участь        |                        |
| 1999 — 2015                  | не кваліфікувалася           | не кваліфікувалася           | не кваліфікувалася           | не кваліфікувалася           | не кваліфікувалася           | не кваліфікувалася           | не кваліфікувалася           | не кваліфікувалася           | 19              | 3                      | 3                      | 13                     | 18                     | 56                     |                        |
| 2017                         | не брала участь              | не брала участь              | не брала участь              | не брала участь              | не брала участь              | не брала участь              | не брала участь              | не брала участь              | не брала участь | не брала участь        | не брала участь        | не брала участь        | не брала участь        | не брала участь        |                        |
| Загалом                      | 0/17                         | -                            | -                            | -                            | -                            | -                            | -                            | -                            | 19              | 3                      | 3                      | 13                     | 18                     | 56                     |                        |

### Чемпіонат АФК U-16
| Фінал. ч. Чемпіонату | Фінал. ч. Чемпіонату | Фінал. ч. Чемпіонату | Фінал. ч. Чемпіонату | Фінал. ч. Чемпіонату | Фінал. ч. Чемпіонату | Фінал. ч. Чемпіонату | Фінал. ч. Чемпіонату | Фінал. ч. Чемпіонату |                 | Квал. Чемпіонату | Квал. Чемпіонату | Квал. Чемпіонату | Квал. Чемпіонату | Квал. Чемпіонату | Квал. Чемпіонату |
| Господарі/Рік        | Результат            | Місце                | Іг                   | В                    | Н                    | П                    | ЗМ                   | ПМ                   | Іг              | В                | Н*               | П                | ЗМ               | ПМ               |                  |
| -------------------- | -------------------- | -------------------- | -------------------- | -------------------- | -------------------- | -------------------- | -------------------- | -------------------- | --------------- | ---------------- | ---------------- | ---------------- | ---------------- | ---------------- | ---------------- |
| 1985 — 1996          | не брала участь      | не брала участь      | не брала участь      | не брала участь      | не брала участь      | не брала участь      | не брала участь      | не брала участь      | не брала участь | не брала участь  | не брала участь  | не брала участь  | не брала участь  | не брала участь  |                  |
| 1998                 | не кваліфікувалася   | не кваліфікувалася   | не кваліфікувалася   | не кваліфікувалася   | не кваліфікувалася   | не кваліфікувалася   | не кваліфікувалася   | не кваліфікувалася   | 3               | 1                | 0                | 2                | 8                | 5                |                  |
| 2000                 | не кваліфікувалася   | не кваліфікувалася   | не кваліфікувалася   | не кваліфікувалася   | не кваліфікувалася   | не кваліфікувалася   | не кваліфікувалася   | не кваліфікувалася   | 3               | 0                | 1                | 2                | 1                | 5                |                  |
| 2002                 | не кваліфікувалася   | не кваліфікувалася   | не кваліфікувалася   | не кваліфікувалася   | не кваліфікувалася   | не кваліфікувалася   | не кваліфікувалася   | не кваліфікувалася   | 2               | 0                | 1                | 1                | 1                | 5                |                  |
| 2004                 | не кваліфікувалася   | не кваліфікувалася   | не кваліфікувалася   | не кваліфікувалася   | не кваліфікувалася   | не кваліфікувалася   | не кваліфікувалася   | не кваліфікувалася   | 2               | 1                | 0                | 1                | 4                | 4                |                  |
| 2006                 | не кваліфікувалася   | не кваліфікувалася   | не кваліфікувалася   | не кваліфікувалася   | не кваліфікувалася   | не кваліфікувалася   | не кваліфікувалася   | не кваліфікувалася   | 1               | 0                | 0                | 1                | 0                | 3                |                  |
| 2008                 | не кваліфікувалася   | не кваліфікувалася   | не кваліфікувалася   | не кваліфікувалася   | не кваліфікувалася   | не кваліфікувалася   | не кваліфікувалася   | не кваліфікувалася   | 5               | 1                | 0                | 4                | 3                | 22               |                  |
| 2010 — 2012          | не брала участь      | не брала участь      | не брала участь      | не брала участь      | не брала участь      | не брала участь      | не брала участь      | не брала участь      | не брала участь | не брала участь  | не брала участь  | не брала участь  | не брала участь  | не брала участь  |                  |
| 2014                 | не кваліфікувалася   | не кваліфікувалася   | не кваліфікувалася   | не кваліфікувалася   | не кваліфікувалася   | не кваліфікувалася   | не кваліфікувалася   | не кваліфікувалася   | 3               | 0                | 1                | 2                | 0                | 14               |                  |
| 2016                 | не брала участь      | не брала участь      | не брала участь      | не брала участь      | не брала участь      | не брала участь      | не брала участь      | не брала участь      | не брала участь | не брала участь  | не брала участь  | не брала участь  | не брала участь  | не брала участь  |                  |
| 2018                 | не кваліфікувалася   | не кваліфікувалася   | не кваліфікувалася   | не кваліфікувалася   | не кваліфікувалася   | не кваліфікувалася   | не кваліфікувалася   | не кваліфікувалася   | 4               | 0                | 0                | 4                | 0                | 29               |                  |
| Загалом              | 0/18                 | -                    | -                    | -                    | -                    | -                    | -                    | -                    | 23              | 3                | 3                | 17               | 18               | 85               |                  |

### Чемпіонат Південної Азії U-16
| Рік     | Господар  | Міс.    | Іг | В | Н | П | ЗМ | ПМ |
| ------- | --------- | ------- | -- | - | - | - | -- | -- |
| 2011    | Непал     | 5/6     | 2  | 0 | 0 | 2 | 2  | 12 |
| 2013    | Непал     | 6/7     | 2  | 0 | 0 | 2 | 2  | 7  |
| 2015    | Бангладеш | 6/6     | 2  | 0 | 0 | 2 | 0  | 9  |
| 2017    | Непал     | 5/6     | 2  | 0 | 0 | 2 | 0  | 10 |
| Загалом | Загалом   | Загалом | 8  | 0 | 0 | 8 | 4  | 38 |